# La primavera di Michelangelo
La primavera di Michelangelo (A Season of Giants) è una miniserie televisiva del 1990 diretta da Jerry London e basata sulla vita dello scultore italiano Michelangelo Buonarroti. La miniserie è andata in onda in Italia sulle reti Rai in tre puntate (rispettivamente di 89, 87 e 98 minuti) dal 4 novembre 1990 al 18 novembre 1990 ed è liberamente ispirata al libro Una stagione di giganti di Vincenzo Labella.

## Trama
Firenze, la città sognata magnifica dai Medici è solo una chimera? Questo sembra pensare Lorenzo il Magnifico in punto di morte. Savonarola già semina il terrore, ma artisti come il Poliziano e Michelangelo Buonarroti si ripropongono di dar vita a un periodo di splendore culturale.

## Produzione
F. Murray Abraham è Papa Giulio II, Ornella Muti una seducente nobildonna, Raf Vallone un ambasciatore: grandi nomi fanno da contorno al giovane britannico Mark Frankel che interpreta un giovane Michelangelo. Fra di essi anche Steven Berkoff, che interpreta Savonarola; l'attore sostenne lo stesso ruolo nella serie tv I Borgia, sebbene quest'ultima non sia ufficialmente un prequel della storia del Buonarroti. Le musiche sono di Riz Ortolani.